# Batalla de Casilino (216 a. C.)
La batalla de Casilino fue un enfrentamiento militar entre Cartago y la República romana en el año 216 a. C. durante el transcurso de la segunda guerra púnica.

## Introducción
En agosto de 216 a. C., tras la batalla de Cannas se produjo la rebelión de buena parte de Campania incluida su ciudad más importante, Capua. Para afrontar la crisis los romanos nombraron dictador a Marco Junio Pera y Tiberio Sempronio Graco como magister equitum. Tras hacer una leva de urgencia en la que enrolaron a jóvenes de hasta 17 años, expresidiarios y esclavos, lograron recomponer un ejército de 25 000 hombres con el que partieron desde Roma a la zona de Casilino. Adicionalmente dos contingentes de aliados de 570 prenestinos y de 460 perusinos formaron la guarnición de la ciudad.
La población de Casilino asentaba sobre ambas márgenes del río Volturno y daba paso de Campania al Lacio a través del Ager Falernus.

## Acontecimientos previos
Estos miembros de la guarnición se dirigían a Cannas a unirse a las filas romanas cuando se enteraron de lo ocurrido en la batalla y decidieron quedarse en la estratégica población como protección de la misma. Cuando parte de los campanos desertaron del bando romano, dieron muerte a los habitantes de la ciudad. La reconstrucción de los hechos bélicos inmediatamente posteriores narrados por Tito Livio permiten tener una idea aproximada del comienzo de las operaciones contra la ciudad. La llegada del ejército de Pera a Casilino se produjo entre finales de noviembre y comienzos de diciembre de 216 a. C. Este movimiento obligó a Aníbal a desplazarse desde la recién tomada Acerra a las cercanías de la población. Debía evitar que la presencia de un ejército romano pudiese revertir el efecto de la reciente rebelión campana.

## Ataque nocturno al campamento de Pera
Estando ambos ejércitos en el área, Polieno, Frontino y Zonaras narran que durante una noche lluviosa (lo que induce a pensar que los hechos ocurrieron a finales de otoño) Aníbal comenzó a lanzar, una tras otra, cargas de caballería contra el campamento romano obligando a los defensores a pasar la noche en vela, lo que los agotó y facilitó el asalto de la descansada infantería púnica al día siguiente y el abandono de sus posiciones por los romanos. El inexperto ejército de Pera, se veía de este modo alejado de Casilino. Tras el desastre de Cannas el Senado había dado órdenes terminantes de evitar el enfrentamiento que pudiese llevar a la pérdida de otro ejército. Este pobre desempeño de los hombres de Pera se confirma con la decisión del Senado romano a inicios de la campaña de 215 a. C. de que los más novatos componentes del mismo marchasen a servir a Sicilia junto a los soldados desterrados por su participación en la batalla de Cannas.

## El asedio de Casilino
Alejado el peligro cercano que suponía el ejército de Pera, Aníbal comenzó el asedio de la localidad cuya guarnición centró su defensa en la parte de la población situada al oeste del río Volturno.
Un primer intento de asalto comandado por Isalca llevado a cargo por tropas gétulas al servicio del ejército púnico, fue rechazado por los defensores con una salida. Un segundo asalto por Maharbal también fue repelido del mismo modo desde la ciudad. Aníbal acercó su campamento a una milla de Casilino y también lo intentó, fracasando igualmente pero causando pérdidas a los defensores durante la salida que estos hicieron. Prosiguió entonces el asedio con manteletes y la acción de minas, que fueron en ambos casos contrarrestados por los bastiones y contraminas de los defensores. Tito Livio cuenta que en las acciones llegaron a participar elefantes pero resulta inverosímil porque tras la batalla de Trebia y el paso de los Apeninos, a los cartagineses sólo les quedaba un único ejemplar, y el siguiente refuerzo conocido de estos animales los recibió el año siguiente en Locri. Ante el fracaso del asalto directo, Aníbal optó por iniciar el sitio de la ciudad.

## El sitio de Casilino
Cerca de llegar el periodo de mayor frío de la estación invernal, el general cartaginés dejó un núcleo reducido de tropas para sitiar la población, mientras con el grueso del ejército retornaba a su cercano campamento del monte Tifata junto a Capua.
Los víveres escaseaban y el hambre comenzaba a apretar a la guarnición cercada. Tras unos días en Capua retornó a Casilino a proseguir el cerco con la totalidad de sus hombres.
Debido a que el río Volturno iba crecido, Marcelo, que se encontraba en Nola, situada al este del río Volturno, renunció a auxiliar la población, presionado en parte por los nolanos que no deseaban quedarse sin su protección, aparte de por la propia endeblez de los efectivos con los que contaba, insuficientes para afrontar un combate en terreno abierto con el ejército de Aníbal.
El dictador Pera tuvo que acudir a Roma a repetir los auspicios, por lo que quedó el magister equitum Graco al frente del ejército con instrucciones de evitar el enfrentamiento con los cartagineses a toda costa. Este trató sin éxito de auxiliar a la ciudad arrojando barriles con grano a través del río, pero fue finalmente descubierto y contrarrestado por los púnicos. Ante la prolongación del sitio, Aníbal ofreció a los defensores una capitulación por la que podrían ser liberados previo pago de un rescate, lo cual fue finalmente aceptado por los sitiados. Estando aún en Roma, el dictador se enteró de la caída de la localidad en manos cartaginesas y acudió de modo inmediato a la zona a ponerse al frente de su ejército. Esto obligó a venir a la ciudad eterna al cónsul Varrón desde Apulia para designar un segundo dictador, Marco Fabio Buteón, con el fin de que organizase el reemplazo de los miembros fallecidos en el Senado. Una vez hecho esto, el segundo dictador dimitió y se volvió a llamar al dictador Pera, al magister equitum Graco y al pretor Marcelo para que organizasen las elecciones consulares, algo que suele tener lugar a finales de enero. Esta sucesión de acontecimientos supone que la caída de Casilino debió ocurrir en torno a la primera quincena de enero de 216 a. C. por lo que pese a que la historiografía de Tito Livio ha presentado como heroica la resistencia de esta localidad frente a Aníbal, el análisis de los hechos demuestra que la duración del sitio no fue de mucho más de dos meses.

## Acontecimientos posteriores
Tras tomar el control de la ciudad, los púnicos se la entregaron a sus aliados y dejaron una guarnición de 700 hombres junto a otros 2000 campanos. Año y medio más tarde, Casilino fue recobrada para Roma en una acción conjunta de los cónsules Marcelo y Fabio Máximo.